# Longwick-cum-Ilmer
Longwick-cum-Ilmer är en civil parish i Storbritannien.   Den ligger i kommunen Buckinghamshire och riksdelen England, i den södra delen av landet, 60 km väster om huvudstaden London.